# Noriet

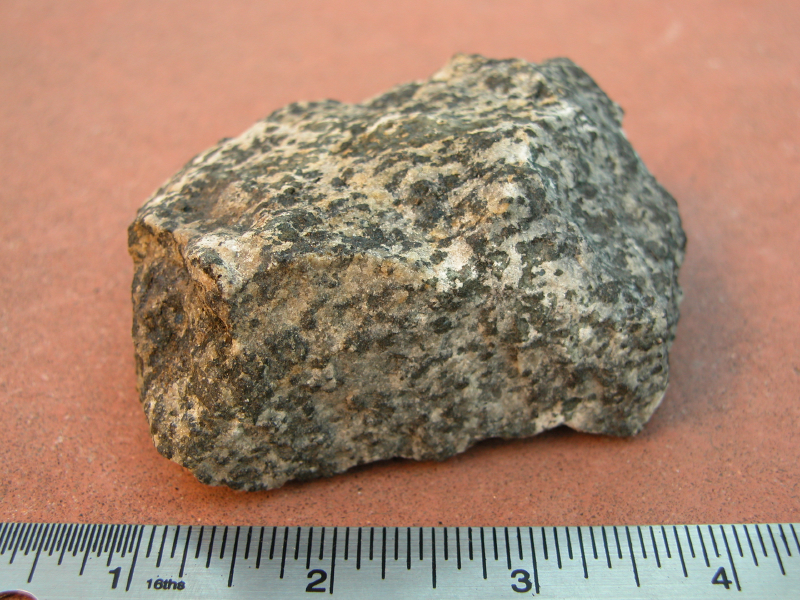
Noriet

Noriet is een mafisch dieptegesteente dat voornamelijk uit de calcium-rijke plagioklaas labradoriet, hyperstheen en olivijn bestaat.

## Eigenschappen
Uiterlijk lijkt noriet sterk op gabbro en alleen door middel van onderzoek van slijpplaatjes kan vastgesteld worden of er sprake is van een noriet of een gabbro.

## Voorkomen
Noriet is een stollingsgesteente dat vooral geassocieerd wordt met platina-ertslichamen, zoals in Zuid-Afrika, het Skaergaard-complex op Groenland en het Stillwater-complex in de Amerikaanse staat Montana. Noriet wordt ook gevonden in het Sudbury Basin-complex in Ontario, waar zich een inslagkrater bevindt en het grootste nikkel-houdende mijnbouwgebied is. Ook op de Maan is noriet gevonden en door de Apollo missies naar de Aarde gebracht.